# احتقان الأنف
احتقان الأنف (بالإنجليزية: Nasal Congestion)‏ هو انسداد الممرات الأنفية مما يؤدي إلى تدفق غير كافي للهواء خلال الأنف ذلك بسبب انتفاخ الأغشية المبطنة الناتج عن التهاب الأوعية الدموية الموجودة فيها. ويعرف أيضا ب انسداد الانف، وتستهدف مضادات الاحتقان مباشرةً الضيق الناتج عن الانسداد بشكل أساسي، وتكون على شكل قطرات أنفية، أدوية مستنشقة، وعلى شكل حبوب تؤخد من خلال الفم.
تتراوح حدة الاحتقان والآثار الناجمة عنه ما بين انزعاج وقد تكون مهددةً لحياة المريض في بعض الحالات. فنجد أنه يهدد حياة الأطفال وبالتحديد حديثي الولادة؛ لأنه الوسيلة الأولى للتنفس هي الأنف، فبالتالي إن اٌصيب باحتقان الأنف فإنه يتداخل مع الرضاعة الطبيعية مما يسبب ضيق في التنفس يهدد حياتهم. أما عند الأطفال الأكبر سناً والمراهقين قد يسبب لهم مجرد انزعاج أو قد يسبب صعوبات أخرى.
يؤثر احتقان الأنف على السمع والكلام، والاحتقان الشديد قد يتداخل مع النوم؛ مما يسبب الشخير، توقف التنفس أثناء النوم عند الأطفال، احتقان الأنف من منطقة اللحمية (الزائدة الأنفية) المنتفخة يسبب توقف التنفس أثناء النوم المزمن مع وجود مستوى كافٍ من الأكسجين أو نقص الأكسجين فشل في الجانب الأيمن بالقلب، وهذه المشكلة غالبا ما تعالج من خلال الإزالة الجراحية للحمية أو لوز الحلق. وكذلك يسبب ألم خفيف بالوجه والرأس، ودرجة من عدم الراحة غالبا ما ترافق الحساسية ونزلات البرد «الإنفلونزا».

## الأسباب
- الحساسية[3]
- نزلات البرد[3] أو الأنفلونزا
- انحراف الحاجز الأنفي
- حمى القش: رد فعل حساسية الحبوب أو اللقاح أو العشب[3]
- الحساسية من بعض الأدوية ( مثل: فلوماكسFlomax )
- التهاب الجيوب الأنفية
- التهاب الاوعية الدموية المغذية للممرات الانفية
- قد يسبب الحمل احتقان الأنف و ذلك بسبب زيادة كمية الدم المتدفق خلال الجسم[3]
- الزوائد (السلائل) الأنفية[3]
- التجويف الانفي الفقاعي
- الارتجاع المريئي، المسبب لالتهاب الجيوب الأنفية المزمن.[3]
- التهاب الانف الدوائي: التهاب الأغشية المخاطية الأنفية الناتج عن الاستخدام الطويل لمضادات الاحتقان الموضعية
- متلازمة الأنف الفارغة

### انسداد الأنف
انسداد الأنف الذي يتميز بعدم كفاية تدفق الهواء عن طريق الأنف يمكن أن يكون إحساس شخصي أو نتيجة لمرض موضوعي. ومن الصعب التحديد باستخدام الشكاوى الذاتية أو الفحوص السريرية وحدها إذا ما كان الشخص يعاني من الانسداد وبالتالي يعتمد كل من الأطباء والباحثين على التقييم الشخصي للمريض وعلى القياس الموضوعي للمجرى الأنفي. في كثير من الأحيان تقييم الطبيب لمجرى الهواء الأنفي قد يختلف مع شكوى المريض من أنف مسدود.
قد يكون الانسداد «وظيفياً» بمعنى أنه لا يوجد شيء مادي يسبب انسداد الأنف، لكن أنسجة الأنف متمددة أو لا يمكنها أداء وظيفتها أثناء التنفس.

## العلاج
يعتمد العلاج على السبب؛ كل سبب له علاج مناسب له:
نزلات البرد والأنفلونزا تعتبر حدية ذاتية، أي أنها لا تحتاج إلى علاجات وإنما تزول وتشفى مع الوقت: شرب السوائل الدافئة والابتعاد عن جميع السوائل الباردة والابتعاد عن تيارات الهواء الباردة وأخذ قسط من الراحة، وأخذ بعض الأدوية لتخفيف حدة الأعراض المصاحبة، مثل: الباراسيتامول، الأسبرين والايبوبروفن.
منبهات ألفا الأدرينالية؛ وهي الخيار الأول للعلاج، إذ تعمل على تخفيف الألم و ذلك عن طريق تضييق الأوعية الدموية في تجويف الأنف؛ مما يؤدي إلى معالجة الأعراض المصاحبة والارتياح، مثل: أوكسي ميتازولين، فينيليفرين.
مضادات الهيستامين و مزيلات الاحتقان تعمل على تخفيف أعراض الحساسية (حساسية القش) و لكنها لا تشفيها، ويمكن إعطاء المضاد بشكل مستمر في موسم حبوب اللقاح؛ للسيطرة على الأعراض.
- ملاحظة: يجب استخدام مضادات الاحتقان الموضوعية فقط من قبل المرضى لمدة ثلاثة أيام على التوالي؛ لأنه قد يحدث ارتداد للاحتقان مشكلاً التهاب الأنف الدوائي.[6]

•استخدام شفاط الأنف لإزالة المخاط؛ إذا كان أنف الرضيع مسدود فيجعله غير قادراً على التنفس.

## وصلات خارجية
- العناية الشخصية باحتقان وجريان الأنف.، مايو كلينك.